# Walt Garrison
Walt Benton Garrison (Denton, 23 de julho de 1944 – Argyle, 11 de outubro de 2023) foi um jogador profissional de futebol americano estadunidense.

## Carreira
Walt Garrison foi campeão da temporada de 1971 da National Football League jogando pelo Dallas Cowboys.